# Gustaw Morcinek

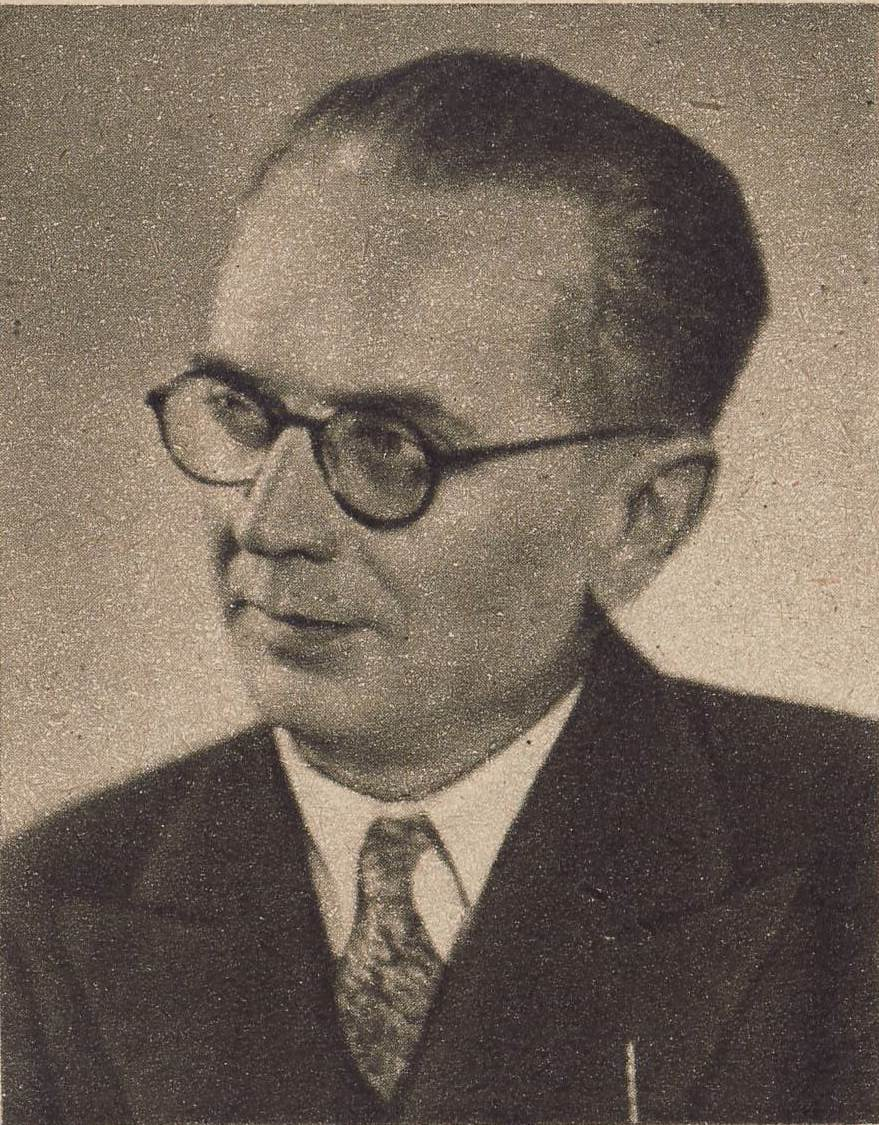
Gustaw Morcinek im November 1947

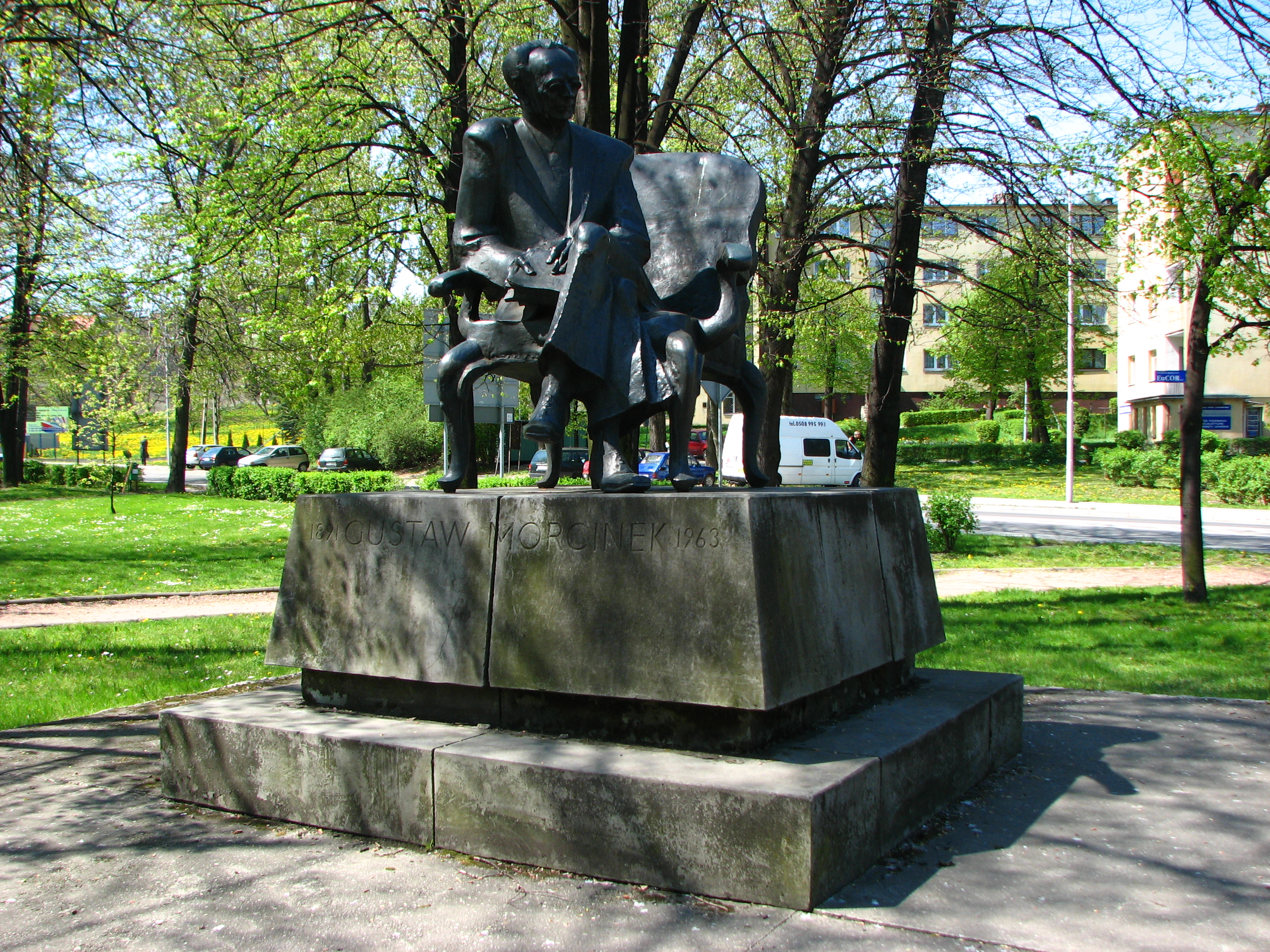
Denkmal in Skoczów

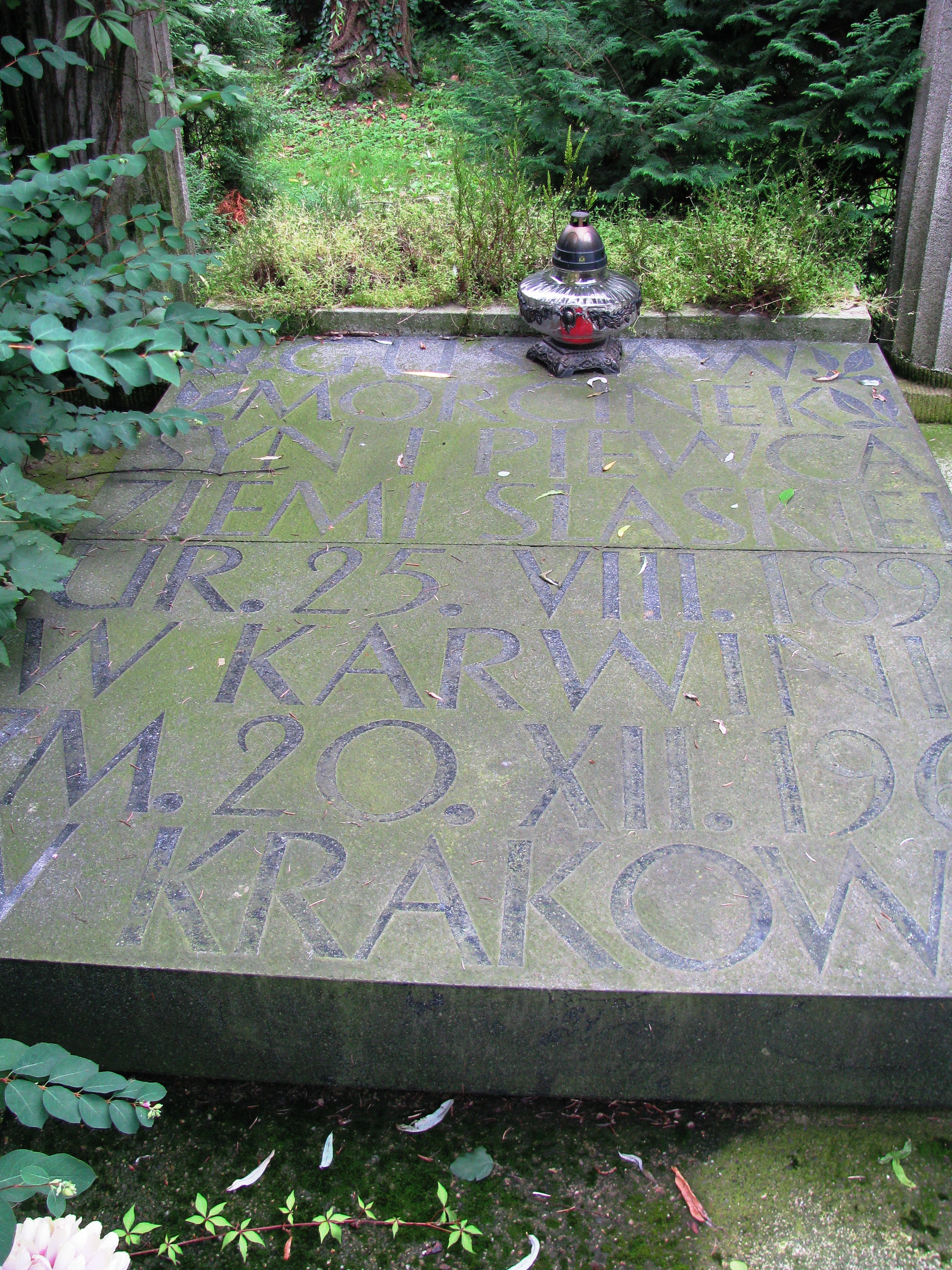
Sein Grab in Cieszyn

Gustaw Morcinek (eigentlich Augustyn Morcinek; * 25. August 1891 in Karwin, damals Österreich-Ungarn; † 20. Dezember 1963 in Krakau) war ein polnischer Schriftsteller, Publizist und Politiker.

## Leben
Geboren wurde Morcinek in einer armen Bergmannsfamilie im Mährisch-Schlesischen Industriegebiet, in der Bergbaukolonie Żabków im alten Karwin (heute Stadtteil Doly) im Teschener Schlesien, sein Vater starb bei einem Grubenunglück im Schacht Johanna drei Jahre später.
Morcinek begann mit 16 Jahren ebenfalls unter Tage zu arbeiten. Als er 19 Jahre alt war, sammelten die Bergleute Geld, damit er das Lehrerseminar für die Volksschule im galizischen Biala besuchen konnte. Nach Ausbruch des Ersten Weltkriegs wurde er in das österreichisch-ungarische Heer eingezogen. Als Soldat beteiligte er sich im Oktober 1918 an der Erstürmung der Garnison in Teschen und somit am propolnischen Umsturz im Teschener Schlesien. Seit Beginn der 1920er Jahre arbeitete Morcinek als Lehrer in Skoczów, wo heute ein Museum an ihn erinnert. Parallel wirkte er als Redakteur bei der Teschener Zeitschrift Zaranie Śląskie (Schlesische Morgenröte) mit und veröffentlichte Artikel in der Zeitung Dziennik Cieszyński. Zwischen 1936 und 1939 lebte er im Ausland, u. a. in Frankreich, Italien, Österreich, Dänemark und Deutschland. Kurz vor Ausbruch des Zweiten Weltkriegs kehrte er in seine Heimat zurück und wurde nach dem deutschen Einmarsch sofort inhaftiert, weil man ihm deutschfeindliche Aktivitäten in seinen Artikeln und literarischen Werken vorwarf – u. a. hatte er den Hund eines Romanhelden „Bismarck“ genannt. Die folgenden über fünf Jahre verbrachte Morcinek in den NS-Konzentrationslagern Škrochovice, Sachsenhausen und Dachau. Nach der Befreiung kehrte er nach Oberschlesien zurück und engagierte sich für das neue kommunistische System, das ihm eine Reihe von Privilegien zuteilwerden ließ. 
Von 1952 bis 1957 wirkte er als Abgeordneter des Wahlkreises Kattowitz im Sejm. In dieser Funktion wurde er – der als typischer Repräsentant des polnischen Oberschlesiens galt – von den obersten Organen 1953 gezwungen, einen offiziellen Antrag zur Umbenennung der Stadt Kattowitz in Stalinogród zu stellen. Morcinek starb 1963 und wurde auf dem kommunalen Friedhof in Teschen beigesetzt. Sein Leben wurde in den 1980er Jahren von dem oberschlesischen Regisseur und Volkskundler Antoni Halor unter dem Titel Siedem zegarków Gustawa (Gustaws sieben Uhren) verfilmt.

## Werk
Morcinek gilt als der wichtigste Vertreter polnischsprachiger schlesischer Literatur in der ersten Hälfte des 20. Jahrhunderts. Er verfasste eine Reihe von Romanen, in denen er sich u. a. mit dem Leben der Bergarbeiter und der einfachen Leute beschäftigte. Neben der authentischen Darstellungsweise wurde er wegen seines Humors gelobt. Vor allem in den Jahren vor 1939 war der literarische Zögling der Schriftstellerin Zofia Kossak auch beim Publikum äußerst erfolgreich. Er verfasste auch Kinder- und Jugendbücher sowie Märchen, zudem war er als besessener Briefeschreiber bekannt. Seine Werke wurden in mehrere Sprachen übersetzt und erhielten einige staatliche Auszeichnungen.

## Veröffentlichungen
- Byli dwaj bracia (dt.: Es waren zwei Brüder 1928)
- Serce za tamą (1929)
- Wyrąbany chodnik (1931–32)
- Narodziny serca (dt.: Geborene Herzen1932)
- Łysek z pokładu Idy(1933)
- Śląsk (1933, Monographie)
- Chleb na kamieniu (dt.: Das Brot am Kamin), (Novellensammlung)
- Inżynier Szeruda (1937)
- Listy spod morwy (1945, Lagererinnerungen)
- Ludzie są dobrzy (dt.: Leute sind gut 1946)
- Dziewczyna z Champs-Elysées (Lagererinnerungen) (dt.: Das Mädchen von den Champs-Élysées. Erzählungen aus Dachau und Auschwitz, Ost-Berlin 1965)
- Listy z mojego Rzymu (Lagererinnerungen)
- Wyorane kamienie (1946)
- Uśmiech na drodze (1948)
- Pokład Joanny (1950) (dt.: Schacht Johanna, Weimar 1953)
- Ondraszek (1953, historischer Roman) (dt.: Räuber, Rächer und Rebell, Weimar 1955)
- Jak górnik Bulandra diabła oszukał (1958, schlesische Märchen)
- Gwiazdy w studni powieść dla dzieci
- Zabłąkane ptaki
- Urodzaj ludzi (dt.: Geborene Menschen)
- Czarna Julka (dt.: Die schwarze Julka, Ost-Berlin 1965)
- Przedziwne śląskie powiarki (1961, schlesische Märchen)
- Górniczy zakon (1964)
- Ziemia cieszyńska (Monographie)